# Benoît Badiashile
Benoît Badiashile Mukinayi (Limoges, 2001. március 26. –) francia válogatott labdarúgó, jelenleg az angol Chelsea játékosa.

## Pályafutása

### Klubcsapatban
Szülővárosában a Limoges csapatában kezdett megismerkedni a labdarúgással, majd innen került az SC Malesherbes és az AS Monaco korosztályos csapataihoz. 2018. február 5-én aláírta első profi szerződését a Monaco csapatával. Többször pályára lépett a klub tartalékcsapatában is. November 11-én mutatkozott be az első csapatban a Paris Saint-Germain elleni bajnoki mérkőzésen. December 4-én az OGC Nice ellen első gólját szerezte meg az 1–1-re végződő bajnoki mérkőzésen.

#### Chelsea
2022. január 5-én a Chelsea bejelentette, hogy a játékos hét és fél éves szerződést írt alá a csapattal.

### A válogatottban
Többszörös francia korosztályos válogatott. Részt vett a 2019-es U19-es labdarúgó-Európa-bajnokságon.

## Statisztika
2019. július 17-i állapotnak megfelelően.
| Klub információ | Klub információ | Klub információ | Bajnokság | Bajnokság | Kupa            | Kupa            | Ligakupa        | Ligakupa        | UEFA  | UEFA | Összesen | Összesen |
| Klub            | Szezon          | Bajnokság       | Mérk.     | Gól       | Mérk.           | Gól             | Mérk.           | Gól             | Mérk. | Gól  | Mérk.    | Gól      |
| Franciaország   | Franciaország   | Franciaország   | Bajnokság | Bajnokság | Coupe de France | Coupe de France | Coupe de France | Coupe de France | UEFA  | UEFA | Összesen | Összesen |
| --------------- | --------------- | --------------- | --------- | --------- | --------------- | --------------- | --------------- | --------------- | ----- | ---- | -------- | -------- |
| Monaco          | 2018−19         | Ligue 1         | 20        | 1         | 1               | 0               | 3               | 0               | 2     | 0    | 26       | 1        |
| Összesen        | Összesen        | Összesen        | 20        | 1         | 1               | 0               | 3               | 0               | 2     | 0    | 26       | 1        |